# تناناريف دو
تناناريف دو (بالإنجليزية: Tananarive Due)‏‏ (5 يناير 1966 في تالاهاسي - )؛ روائية، وكاتبة خيال علمي من الولايات المتحدة.

## روابط خارجية
- تناناريف دو على موقع IMDb (الإنجليزية)
- تناناريف دو على موقع ميوزك برينز (الإنجليزية)
- تناناريف دو على موقع ديسكوغز (الإنجليزية)
- تناناريف دو على موقع قاعدة بيانات الفيلم (الإنجليزية)